# Saud al Arabiei Saudite

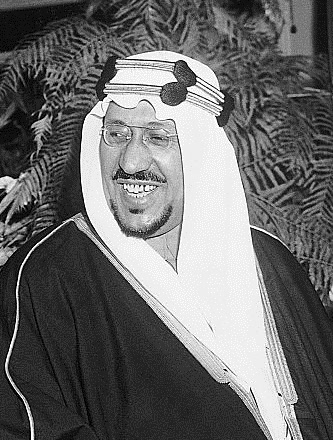
Regele Saud bin Abdulaziz Al Saud

Saud bin Abdulaziz Al Saud (în arabă سعود بن عبد العزيز آل سعود, transliterat: Su'ūd ibn 'Abd al-'Azīz Āl Su'ūd‎, n. 15 ianuarie 1902, Kuweit, Kuweit – d. 23 februarie 1969, Atena, Regatul Greciei) a fost rege al Arabiei Saudite în perioada 1953-1964. A fost fiul și succesorul regelui Ibn Saud și a fost urmat la conducere de Faisal.
Domnia sa a generat anumite controverse, în special datorită risipei fondurilor de stat. De asemenea, se pare că ar fi încercat să pună la cale un complot pentru asasinarea lui Gamal Abdel Nasser.